# Lotus Elise
La Lotus Elise est une petite voiture de sport du constructeur automobile britannique Lotus, disposant d'une carrosserie cabriolet deux places avec arceau. Lotus commercialise également des versions proches, équipées d'un toit, nommées Lotus Exige.
L'Elise marque le renouveau de Lotus dans la catégorie des petites voitures de sport des années 1990. Elle constitue un retour aux sources après l'échec de l'Elan M100 traction avant. L'Elise est une sportive légère équipée, comme l'Europa des années 1960-1970, d'un moteur central avec transmission arrière. Bien que son architecture soit différente, on considère souvent l'Elise comme la remplaçante moderne de l'Elan des années 1960, car elle en reprend certains principes, notamment la légèreté.
La production de l'Elise est stoppée en décembre 2021 après 26 années et 35 124 exemplaires commercialisés.

## Genèse
En 1994, une équipe menée par Julian Thomson se lance dans la conception d'une voiture de sport alors que la société Lotus Cars vit des heures difficiles et que l'équipe Lotus de Formule 1 disparaît. Après d'inévitables délais, les premiers modèles sont commercialisés fin 1996. L'Elise fascine les journalistes auto par son excellente tenue de route et ses performances remarquables étant donné sa faible puissance. La revue Échappement titre par exemple « Fantastic job » en octobre 1996.
L'Elise est tarifée 165 000 FFR en France en 1996, mais ce prix n'inclut pas une liste importante d'éléments de confort dont certains sont quasi-indispensables tels que les repose-pied passager ou le pré-équipement autoradio.
Le propriétaire de l'époque, Romano Artioli, baptisera la voiture en hommage à sa petite fille, Elisa. Lors de la présentation en 1995 au salon de Francfort, lorsque la bâche est retirée celle-ci est assise dans la voiture.

## Technique
L'Elise utilise un châssis en aluminium collé à l’époxy et cuit, ce qui est une première mondiale. La Renault Spider qui utilise le même matériau du même fabricant mais soudé, est plus lourde. Le châssis de l'Elise nu ne pèse que 65 kg. Les éléments de suspension sont également en aluminium et, pour gagner du poids, les disques de frein seront en composite d'aluminium metal matrix jusqu'en 1998. L'Elise est acceptée par les services anglais en septembre 1995. Elle est lancée au salon de Francfort 1995 puis présentée au salon de Paris 1996.
Comme toujours dans l'histoire de la marque, des composants achetés à des constructeurs généralistes viennent compléter la panoplie pour des questions de coût.
C'est ainsi un moteur et une boîte de vitesses d'origine Rover (MGF et berlines de la marque) qui sont utilisés.
Ce bloc moderne de 1 796 cm3 à 16 soupapes délivre environ 120 chevaux à 5 500 tr/min. Le moteur est placé à l'arrière en position transversale, ce qui permet une répartition des masses avant arrière de 40/60 %. De plus il s'avère être un moteur particulièrement léger.
Le très faible poids de l'Elise, environ 700 kg à vide (les petites berlines de sport contemporaines pesaient déjà une tonne) métamorphose les performances par rapport à la MGF qui s'approche des 1 100 kg.
En plus d'accélérations étonnantes, le 1 000 mètres départ arrêté est parcouru en moins de 28 secondes, les consommations sont extrêmement faibles, toujours du fait d'un poids très faible et d'une aérodynamique soignée. Lotus annonce 7,1 L/100 km en cycle combiné.
L'habitacle de l'Elise est très spartiate avec des sièges baquets, un volant très petit et quasiment aucun élément de confort contemporain.
La direction et le freinage sont sans assistance.
Les vitres et la capote se manœuvrent manuellement.
L'installation à bord avec la capote en place nécessite de la souplesse mais une fois qu'on est assis, la position est réputée excellente selon la presse spécialisée.
Spartiate mais soigné, l'habitacle laisse apparaître beaucoup d'aluminium.

## Série 1 (1996 - 2001)

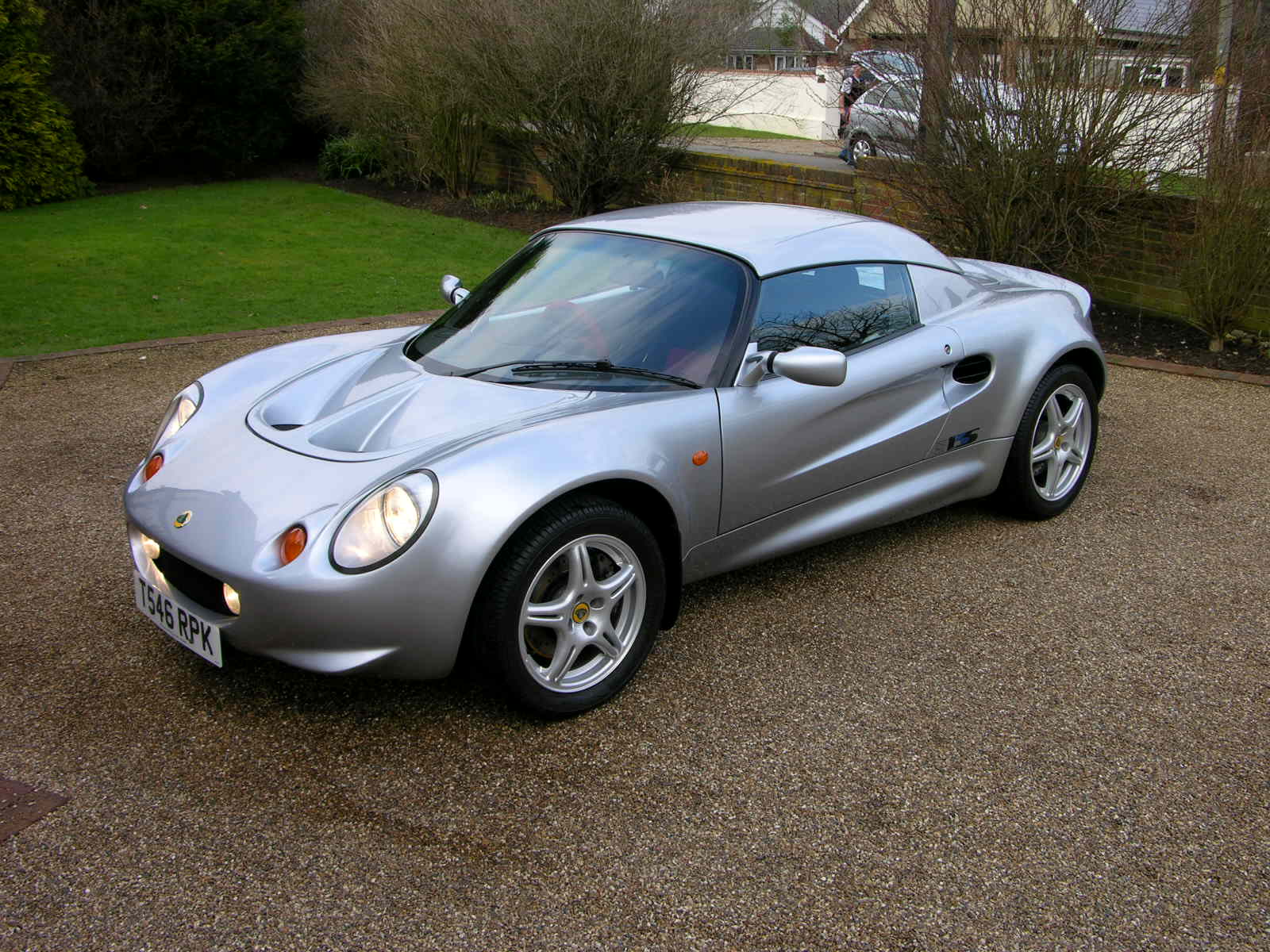
Lotus Elise Sport 135.

La commercialisation de l'Elise débute en 1996. Grâce à son très léger poids de 725 kg, l'Elise est capable de passer de 0 à 100 km/h en 5,8 secondes malgré un moteur assez peu puissant de 120 ch. Cette légèreté est favorable au freinage, à la négociation des virages ainsi qu'à la consommation.
Des éditions limitées sportives voient le jour plus tard :
- Elise Sport 135 d'environ 145 ch (version sans homologation européenne)
- Elise Sport 160 de 150 et 160 ch (version 150 ch WVTA avec homologation européenne, version 160 ch SVA sans homologation européenne)
- Elise Sport 190 de 190 ch (version sans homologation européenne)
- Elise 50th Anniversary Edition (célébrant les 50 ans des voitures Lotus)
- Elise Type 49
- Elise Type 79 ou JPS qui existe en standard et 111S

### 111S

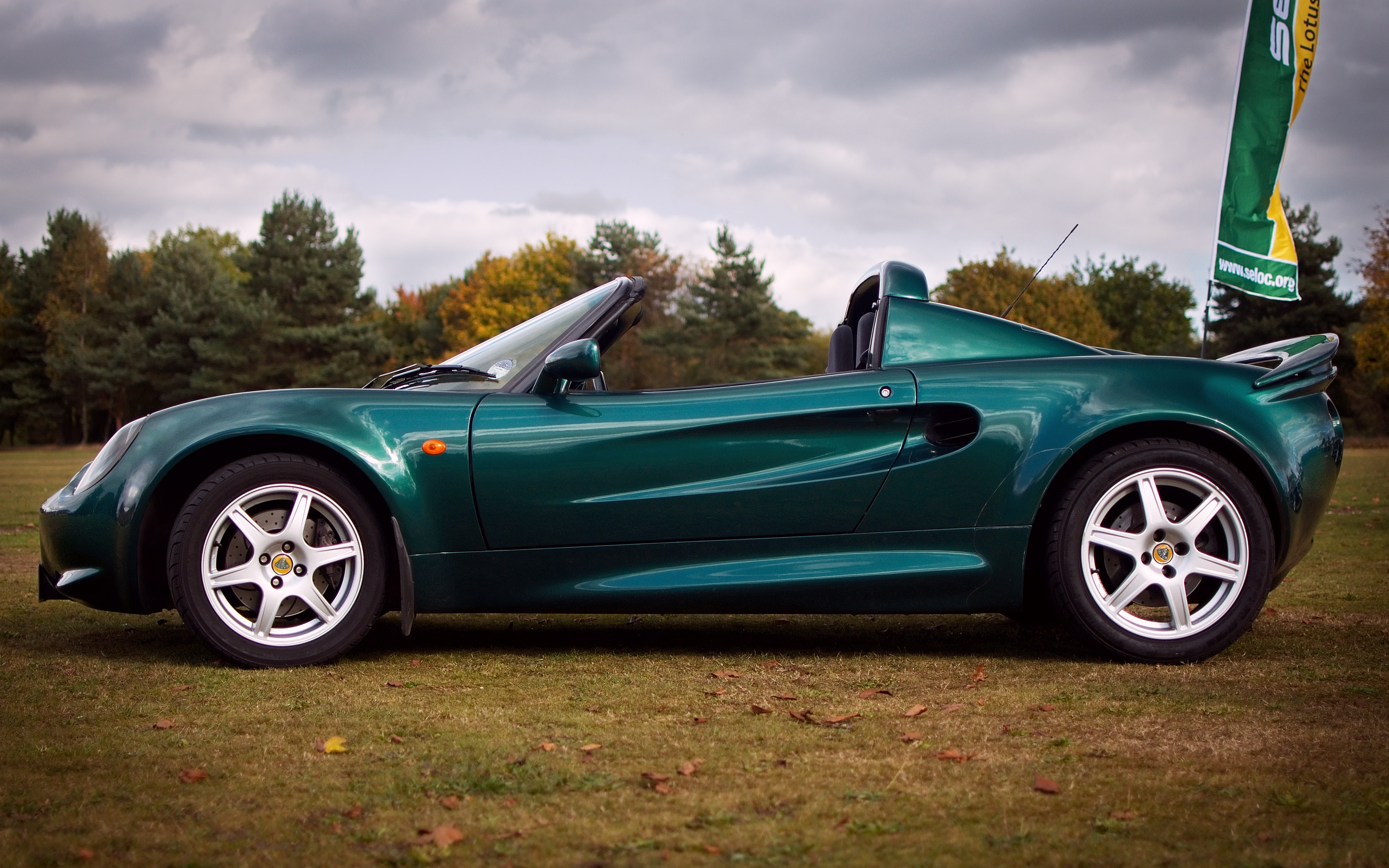
Lotus Elise 111S.

À partir de 1999, Lotus installe une mécanique de 145 ch achetée sur étagères chez Rover. Ce bloc est une légère évolution du 1800 K équipé d'arbres à cames à déphasage dit "VVC". La voiture reçoit également des bulles de phares spécifiques, une grille de calandre dite « coupe frites » et longues portées de série, une boîte de vitesses plus courte, des collecteurs d’admission et d’échappement spécifiques, des sièges plus rembourrés, un aileron, des disques de freins perforés ainsi que de nouvelles jantes, et un logo spécifique à l’arrière.
Elle est produite à 1 489 exemplaires.

### 340 R

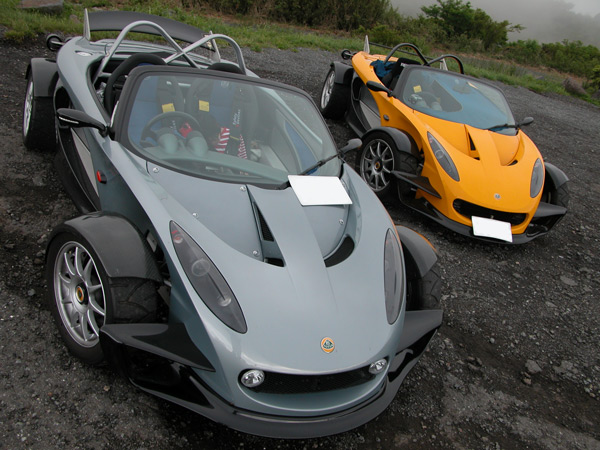
Deux Lotus 340R

En 2000 apparaît l'édition limitée 340 R de l'Elise. C'est un roadster dont la production fut limitée à 340 exemplaires. Le nom 340 vient du fait que le rapport poids puissance du prototype de cette version est de 340 ch/tonne. En effet, celui-ci développait 117 ch pour 500 kg, cependant la version commercialisée pesait 701 kg. Une version pour circuit fut introduite ultérieurement, elle développait 190 ch pour un poids de 571 kg.

### Light is Right
La Lotus Elise renoue avec l'esprit "Light is right" que défendait Colin Chapman le fondateur de la marque. Après une Lotus Esprit qui flirtait avec les 1 500 kg en ordre de marche, cette petite voiture se voulait être un retour aux sources de la marque.
Voici quelques poids à vide et sans option :
- Elise Sport 190 : 673 kg
- Elise "MMC" : 713 kg
- Elise : 723 kg
- Elise Sport 160 : 770 kg
- Elise 111S : 770 kg

### Elise MMC
Celle-ci est surnommée de la technologie de frein utilisée. Les disques MMC (Metal Matrix Composite), ils sont à base d'un mélange composite qui inclut de la céramique et de l'aluminium. Ils sont quasiment inusables et ne produisent presque aucune chaleur. Le gain de poids n'est pas énorme, mais étant sur une masse en mouvement, son impact est très grand. En 1998, la société qui les fabrique (lanxide) cesse son activité et Lotus utilise des freins traditionnels.
Ces voitures possédaient également un capot moteur en aluminium (fibre de verre après 1998) et un circuit de refroidissement légèrement différent.

## Série 2 (2001 - 2010)
À partir de 2001, Lotus cesse de fabriquer l'Elise originelle pour la remplacer par un modèle légèrement plus lourd mais au style plus soigné. Anticipant la faillite du groupe Rover qui lui fournissait ses moteurs, Lotus introduit en 2004 une nouvelle version propulsée par un moteur 1 800 cm3 d'origine Toyota. La ligne de la Série 2 est résolument en rupture avec le style néo-rétro années 1960 de l'Elise originale tout en préservant une lignée évidente. La carrosserie est beaucoup plus anguleuse et agressive dans un style beaucoup plus moderne que la Série 1. Les premiers modèles de S2 (jusque 2002) sont appelés longtail en rapport à la capote "longue" qui est très proche de la série 1. Celle-ci sera remplacée par un modèle beaucoup plus pratique.
Comme pour la série 1, une version 111S voit le jour, équipé un moteur Rover développant 158 ch. Deux versions orientées vers le circuit sont aussi créées, la 135 R (de 135 ch) et la Sport 190 (de 190 ch), possédant des suspensions de sport ainsi que des pneus plus larges. Ces deux dernières sont des versions de bases 122 ch modifiées par la branche sport de la marque. Ces versions se distinguent visuellement par des jantes OZ spécifiques et une hauteur de caisse diminuée. La version 135 reçoit, entre autres, des AAC spécifiques, un échappement sport et la 190 elle est équipée du moteur bien connu VHPD mais aussi d'une carrosserie plus fine et plus légère avec des options orientées piste avec par exemple le coupe circuit carburant/électricité extérieur.
La version Sport 190 est la plus ultime des versions Rover totalement orientée piste, c'est la plus puissante mais aussi la plus légère des S2 équipées de cette base moteur.
La série 2 (aussi appelée MK2) est d'abord commercialisée avec les moteurs Rover légèrement modifiés avant de passer à des mécaniques Toyota plus lourdes. C'est aussi l'occasion de profiter du moteur 2ZZ-GE de la Celica qui délivre jusqu'à 192 ch pour seulement 1 800 cm3, chiffre remarquable pour une mécanique de série. Ce moteur est utilisé dans la 111R, mais malgré le gain de puissance, les performances évoluent peu par rapport à une 111S de 158 ch (plus de couple avant 6 000 tr/min). La 111S effectue le 0 à 100 km/h en 5,3 s contre 5,1 s pour une 111R dont le poids passe à 860 kg.
Il existe plusieurs niveaux de puissance, allant de 136 ch (Elise S, moteur Toyota 1ZZ-FE) à 192 ch (Elise R, moteur Toyota 2ZZ-GE).
Plus tard une version plus puissante voit le jour, la SC comme SuperCharged. Comme son nom l'indique, elle est équipée, toujours sur la base de la mécanique 2ZZ-GE Toyota, d'un compresseur poussif. Elle garde la même plastique extérieure, un aileron en plus. Le compresseur permet de disposer d'un couple élevé à tous les régimes, ce qui supprime le principal reproche parfois émis à l'encontre du moteur de l'Elise 111R, la puissance monte à 220 ch. Le kit SC est disponible pour les propriétaires des versions R. Le moteur 1ZZ-FE de la S étant assez proche du 2ZZ-GE de la R, il est aussi possible de lui "greffer" un compresseur mais il faut dans ce cas limiter la puissance voir changer bielles et pistons.
L'Elise S2 présente plus d'éléments de confort de série ou en option par rapport à la première série 1, la rendant plus confortable mais aussi plus lourde, surtout avec les mécaniques Toyota. Elle en demeure une voiture extrêmement légère selon les canons actuels puisque les petites berlines sportives contemporaines pèsent environ 400 kg de plus (soit environ 50 % de plus).

### Voitures de course
Différentes séries de courses ont été et sont encore organisées pour ce type de véhicules (Lotus Elise et ses dérivés cités ici), de la course de club à la série monotype (Lotus Motorsport Elise en 2000).

#### Lotus Elise GT1

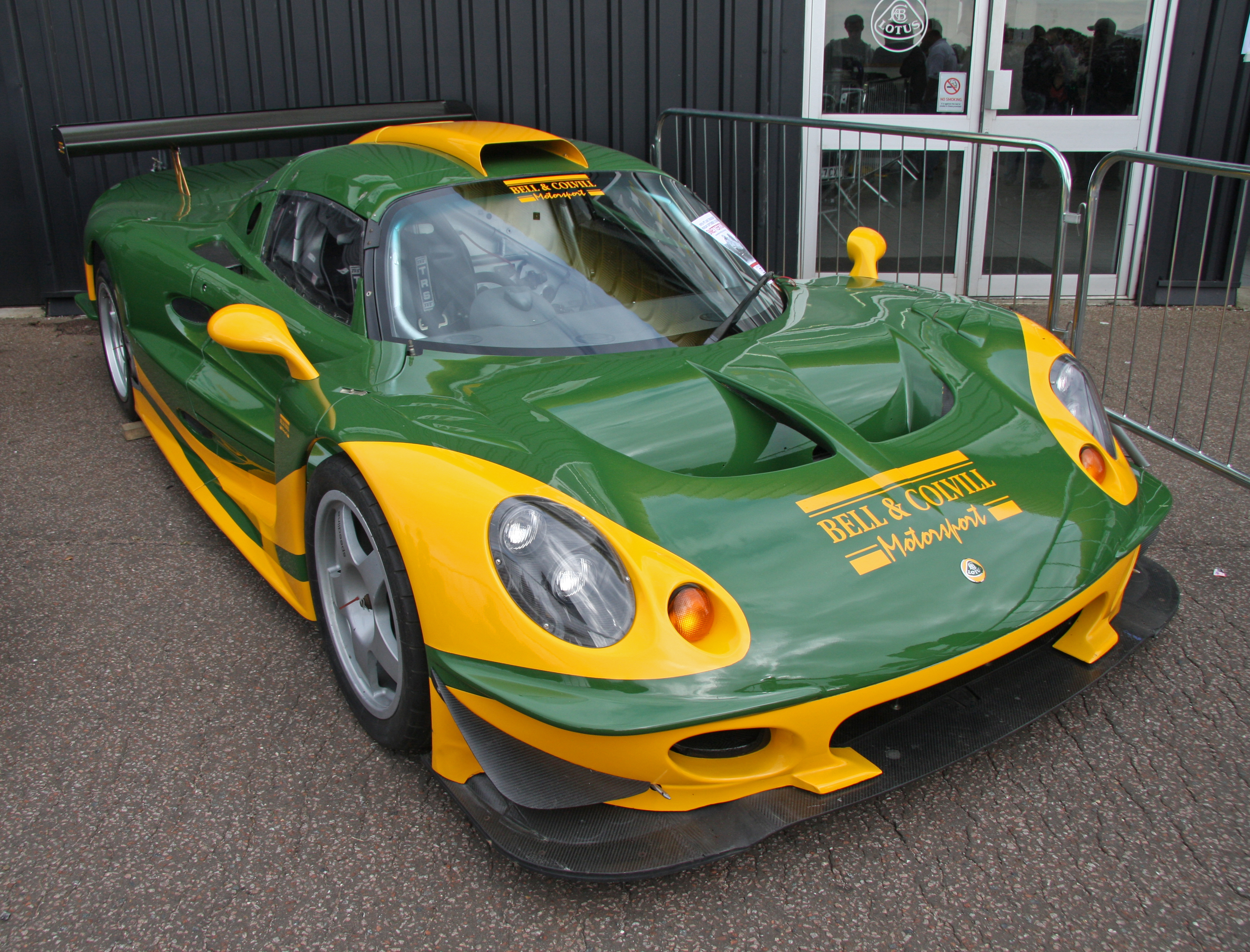
Lotus Elise GT1

Pour concourir dans le championnat FIA GT ainsi qu'aux 24 Heures du Mans, une voiture d'endurance a été développée. Dotée d'un moteur V8 de plus de 500 ch la Lotus Elise GT1 n'a pas eu le succès escompté en raison de pannes récurrentes. Meilleur classement : 11e au Nürburgring en 1997.

## Série 3 (2010-2021)
L'Elise a été restylée en 2010 et la nouvelle ligne est communément appelée Elise Série 3.

### Série 3 (2011-2017)
| Date de lancement | Modèle          | Série spéciale                   | Motorisation                        | Puissance Max - Couple Max | Commentaire                                                        |
| ----------------- | --------------- | -------------------------------- | ----------------------------------- | -------------------------- | ------------------------------------------------------------------ |
| Mars 2010         | Elise           |                                  | Toyota 1.6l 1ZR-FAE                 | 136 ch – 160 N m           | Nouvelle motorisation (Euro 5 & 6)                                 |
| Mars 2010         | Elise R         |                                  | Toyota 1.8l 2ZZ-GE                  | 192 ch – 181 N m           | Reprise d'une motorisation de la S2                                |
| Mars 2010         | Elise SC        |                                  | Toyota 1.8l 2ZZ-GE + Magnusson MP45 | 220 ch - 210 N m           | Reprise d'une motorisation de la S2                                |
| Mars 2010         | Elise SC        | Final Edition                    | Toyota 1.8l 2ZZ-GE + Magnusson MP45 | 220 ch - 210 N m           | Marché US - 15 exemplaires                                         |
| Septembre 2010    | Elise SC        | RGB                              | Toyota 1.8l 2ZZ-GE + Magnusson MP45 | 220 ch - 210 N m           | En l'honneur du collaborateur Roger Becker - exemplaires numérotés |
| Février 2011      | Elise           | Club Racer                       | Toyota 1.6l 1ZR-FAE                 | 136 ch - 160 N m           |                                                                    |
| Juin 2012         | Elise S         |                                  | Toyota 1.8l 2ZR-FE + Magnusson R900 | 220 ch - 250 N m           | Nouvelle motorisation (Euro 5 & 6)                                 |
| Octobre 2012      | Elise S         | Club Racer                       | Toyota 1.8l 2ZR-FE + Magnusson R900 | 220 ch - 250 N m           |                                                                    |
| Janvier 2014      | Elise Cup R     |                                  | Toyota 1.8l 2ZR-FE + Magnusson R900 | 220 ch - 250 N m           | Non homologuée route                                               |
| Novembre 2014     | Elise S Cup     |                                  | Toyota 1.8l 2ZR-FE + Magnusson R900 | 220 ch - 250 N m           |                                                                    |
| Janvier 2015      | Elise 220 Cup   |                                  | Toyota 1.8l 2ZR-FE + Magnusson R900 | 220 ch - 250 N m           | Nouveau nom du modèle Elise S Cup                                  |
| Mars 2015         | Elise S         | 20th Anniversary Special Edition | Toyota 1.8l 2ZR-FE + Magnusson R900 | 220 ch - 250 N m           | En l'honneur des 20 ans de l'Elise                                 |
| Novembre 2015     | Elise Sport     |                                  | Toyota 1.6l 1ZR-FAE                 | 136 ch - 160 N m           | Remplace le modèle Elise                                           |
| Novembre 2015     | Elise Sport 220 |                                  | Toyota 1.8l 2ZR-FE + Magnusson R900 | 220 ch - 250 N m           | Remplace le modèle Elise S                                         |
| Juin 2016         | Elise Cup 250   |                                  | Toyota 1.8l 2ZR-FE + Magnusson R900 | 246 ch - 250 N m           |                                                                    |
| Juillet 2016      | Elise Race 250  |                                  | Toyota 1.8l 2ZR-FE + Magnusson R900 | 246 ch - 250 N m           | Non homologuée route                                               |
| Octobre 2016      | Elise 250       | 50th Special Edition             | Toyota 1.8l 2ZR-FE + Magnusson R900 | 246 ch - 250 N m           | En l'honneur des 50 ans du site d'Hethel - 50 exemplaires          |

### Série 3 Facelift (2017-2021)

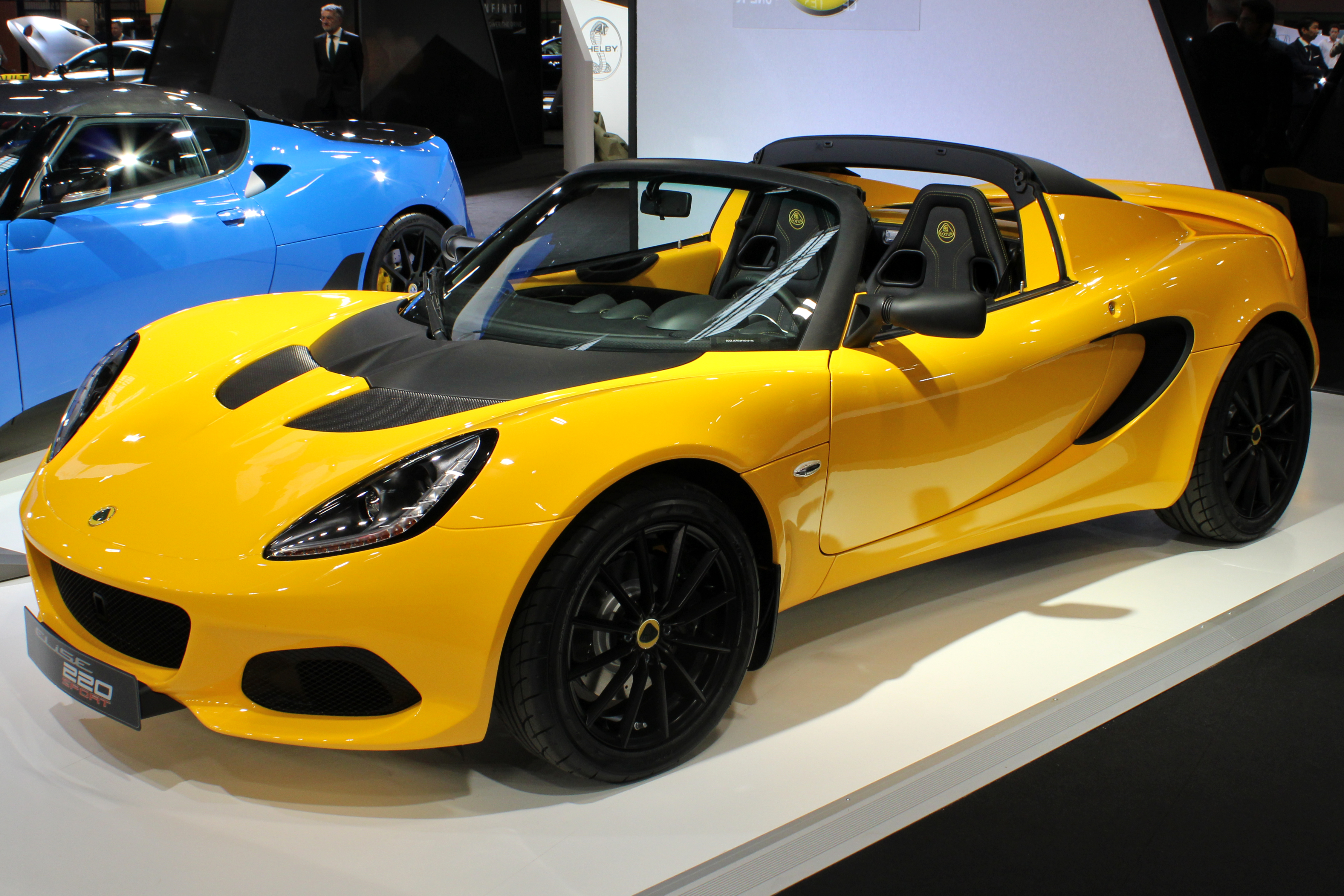
Lotus Elise Sport 220.

Un nouveau restylage, plus léger, a été opéré en avril 2017 avec le lancement des modèles Sprint. Cette ligne est toujours appelée Elise Série 3 mais Facelift ou MY17.5.
L'extérieur présente désormais un spoiler avant doté de plus grandes écopes et un bandeau arrière redessiné sur la base de deux grands et de deux petits feux (contre quatre grands feux précédemment).
À l'intérieur, on note surtout l'apparition de la nouvelle commande ajourée de boîte de vitesses (héritée de l'Exige) qui, outre le côté esthétique, a également l'avantage d'être plus précise.

### Séries limitées
- En mai 2020, Lotus présente la série limitée « Elise Classic Heritage » limitée à 100 exemplaires basée sur l'Elise Sport 220 motorisée par un 4-cylindres 1,8 litre développant 220 ch pour 250 N m de couple[2]. Elle est disponible en quatre couleurs rendant hommage à l'histoire de la marque.

- En juillet 2021, Lotus lance l'Elise Sport 240 « Final Edition », dernière série de l'Elise avant sa disparition du catalogue et son remplacement par l'Emira[3].

### Chronologie
| Date de lancement | Modèle           | Série spéciale | Motorisation                        | Puissance Max - Couple Max | Commentaire                                                      |
| ----------------- | ---------------- | -------------- | ----------------------------------- | -------------------------- | ---------------------------------------------------------------- |
| Avril 2017        | Elise Sport      |                | Toyota 1.6l 1ZR-FAE                 | 136 ch - 160 N m           |                                                                  |
| Avril 2017        | Elise Sport 220  |                | Toyota 1.8l 2ZR-FE + Magnusson R900 | 220 ch - 250 N m           |                                                                  |
| Avril 2017        | Elise Sprint     |                | Toyota 1.6l 1ZR-FAE                 | 136 ch - 160 N m           |                                                                  |
| Avril 2017        | Elise Sprint 220 |                | Toyota 1.8l 2ZR-FE + Magnusson R900 | 220 ch - 250 N m           |                                                                  |
| Juin 2017         | Elise Cup 250    |                | Toyota 1.8l 2ZR-FE + Magnusson R900 | 246 ch - 250 N m           |                                                                  |
| Décembre 2017     | Elise Cup 260    |                | Toyota 1.8l 2ZR-FE + Magnusson R900 | 253 ch - 265 N m           | En préparation des 70 ans de Lotus - 30 exemplaires              |
| Janvier 2018      | Elise Cup 250    | GP Edition     | Toyota 1.8l 2ZR-FE + Magnusson R900 | 246 ch - 250 N m           | En l'honneur des 13 titres remportés en F1 - 25 exemplaires      |
| Mai 2018          | Elise Sport 220  | evo Edition    | Toyota 1.8l 2ZR-FE + Magnusson R900 | 220 ch - 250 N m           | En raison du titre de evo - Sportive de l'Année - 15 exemplaires |

## Opel Speedster
Cette voiture de sport allemande utilise un châssis proche de celui de l'Elise S2 et fabriqué par Lotus. Cependant, les mécaniques sont propres à Opel. Le Speedster n'a pas eu le succès escompté malgré sa distribution facilitée comparée à l'aspect confidentiel de la marque Lotus.

## Dérivés Lotus
L'Elise a donné naissance en 2000 à une version coupé, éventuellement compressée, l'Exige, qui a suivi les évolutions de l'Elise.
La même année, le châssis a également été décliné dans un roadster ultra-sportif appelé 340R. Il s'agit d'un roadster au sens initial du terme, donc sans glaces latérales, mais aussi sans toit ni portes.
Enfin en 2006, Lotus a commencé la production du coupé Europa, plus luxueux et pratique que l'Exige. Celui-ci est plus spécialement dérivé de l'Opel Speedster Turbo.
Lotus fabrique la plateforme de la Tesla Roadster, commercialisée en 2008, qui est un dérivé de l'Elise. Ce petit roadster sportif est la première voiture de sport électrique fonctionnelle au monde.
La base technique de la Lotus Elise a été utilisée pour produire un total de 56 618 voitures en comptant les Vauxhall VX220, Opel Speedster, Tesla Roadster, Lotus 340R, Lotus Europe, Lotus 2-Eleven et Lotus 3-Eleven.

### Voitures comparables
- Caterham et Super Seven ;
- Hommell, berlinette et barquette ;
- Renault Spider.